# 大庙镇 (凤阳县)
大廟鎮，是中國安徽省滁州市鳳陽縣南部11公里內的一個鎮，與府城、殷澗、劉府接壤，5萬人口。大廟鎮是國家石英砂生產地，全鎮石英砂企業207家。鄰近禪窟寺國家森林公園公路，周圩公路淮河支流濠河，農產品盛產水稻、小麥、玉米、花生、大豆、棉花和雙孢菇。

## 事件
2009年6月21日凌晨3時17分，安徽鳳陽縣鳳陽晶鑫礦業的一間石英砂工廠爆炸，16人死亡，44員工及附近居民受傷。事件疑似廠內非法貯存5噸炸藥引起。爆炸令辦公樓夷為平地，卷閘門和鋼窗變形。事後，當地政府及國家安監總局副局長孫華山率眾現場視察。
以上涉案公司鳳陽晶鑫礦業，在2004年成立，是一間民營企業，生意包括開採、加工、烘乾、運輸、銷售石英砂產品。

## 外部參考
- 安徽省鳳陽縣大廟鎮人民政府網[永久]
- 星島日報: 安徽礦業工廠炸藥爆炸16死44傷[]